# Goran Šprem
Goran Šprem (Dubrovnik, 1979. július 6. –) olimpiai és világbajnok horvát válogatott kézilabdázó.

## Pályafutás

### Klubcsapatokban
Goran Šprem Dubrovnikban született, pályafutását pedig az RK Zagreb csapatában kezdte. A 2001-2002-es szezont a Medveščak Zagrebben töltötte, majd visszatért nevelőklubjához. 2004. október 13-án a német Bundesligában szereplő Flensburg-Handewitt játékosa lett. Lars Christiansen mögött ekkor még kevesebb játéklehetőséget kapott, így 2005 februárjától a szezon végéig a TuS N-Lubbeckében kézilabdázott. Ezt követően sem kapott több lehetőséget a Flensburgban, így előbb kölcsönben a Melsungen,. majd 2006. november 10-től a HSG Nordhorn játékosa lett. Utóbbi csapatnál három szezont töltött, 2008-ban EHF-kupa-győztes lett a klub játékosaként.
2009-ben visszatért Horvátországba, nevelőegyesületéhez, a Zagrebhez. 2011. október 26-tól a VfL Gummersbach játékosa volt. 2013. január 31-én közös megegyezéssel felbontotta szerződését, majd befejezte pályafutását.

### A válogatottban
A horvát válogatottban 1999-ben mutatkozott be. tagja volt a 2003-ban világbajnok, majd egy évvel később olimpiai bajnok csapat keretének is. Pályára lépett a hazai rendezésű 2009-es világbajnokságon is. A válogatottban 109 mérkőzésen 277 gólt szerzett. 

## Magánélet
Testvére, Lovro Šprem szintén válogatott kézilabdázó volt. Visszavonulását követően az RTL Televizija szakkommentátoraként tevékenykedett.

## Sikerei, díjai
Zagreb
- Horvát bajnok (9): 1996-97, 1997–98, 1998–99, 1999-00, 2000–01, 2002–03, 2003–04, 2009–10, 2010–11
- Horvát kupagyőztes (8): 1997, 1998, 1999, 2000, 2003, 2004, 2010, 2011
- Bajnokok Ligája-döntős (2): 1997-98, 1998-99

SG Flensburg-Handewitt
- Német kupagyőztes (1): 2005

HSG Nordhorn
- EHF-kupa-győztes (1): 2008

Egyéni elismerés
- Order of Danica Hrvatska - 2004[6]